# Clubiona kiowa
Clubiona kiowa är en spindelart som beskrevs av Willis J. Gertsch 1941. Clubiona kiowa ingår i släktet Clubiona och familjen säckspindlar. Inga underarter finns listade i Catalogue of Life.